# Henrik Pedersen (calciatore)
Henrik Pedersen (Kjellerup, 10 giugno 1975) è un ex calciatore danese, di ruolo attaccante.

## Carriera

### Club
Iniziò la carriera nel 1995 con il Silkeborg. Nella stagione 2000-2001 concluse al secondo posto la classifica cannonieri con 20 reti e vinse la Coppa di Danimarca.
Nel 2001 Sam Allardyce, allenatore del Bolton Wanderers, gli fece firmare un contratto il 3 luglio 2001. Debuttò con il Bolton il 18 agosto 2001 e segnò la sua prima rete l'11 settembre 2001 contro il Walsall in Football League Cup. Successivamente venne ceduto in prestito nella seconda parte della stagione 2001-2002 al Silkeborg, impegnato a non retrocedere. In seguito ritornò al Bolton.
Il 13 agosto 2007 firmò un contratto con l'Hull City.

### Nazionale
Giocò dal 2000 al 2004 3 partite con la Danimarca.